# Diego Cash
Diego María Cash (* 10. August 1961 in Buenos Aires) ist ein ehemaliger argentinischer Rugbyspieler. Er nahm 1987 und 1991 mit der argentinischen Rugby-Union-Nationalmannschaft an der Rugby-Union-Weltmeisterschaft teil.